# Thaumatococcus daniellii
Thaumatococcus daniellii là một loài thực vật có hoa trong họ Marantaceae. Loài này được (Benn.) Benth. miêu tả khoa học đầu tiên năm 1883.

## Hình ảnh

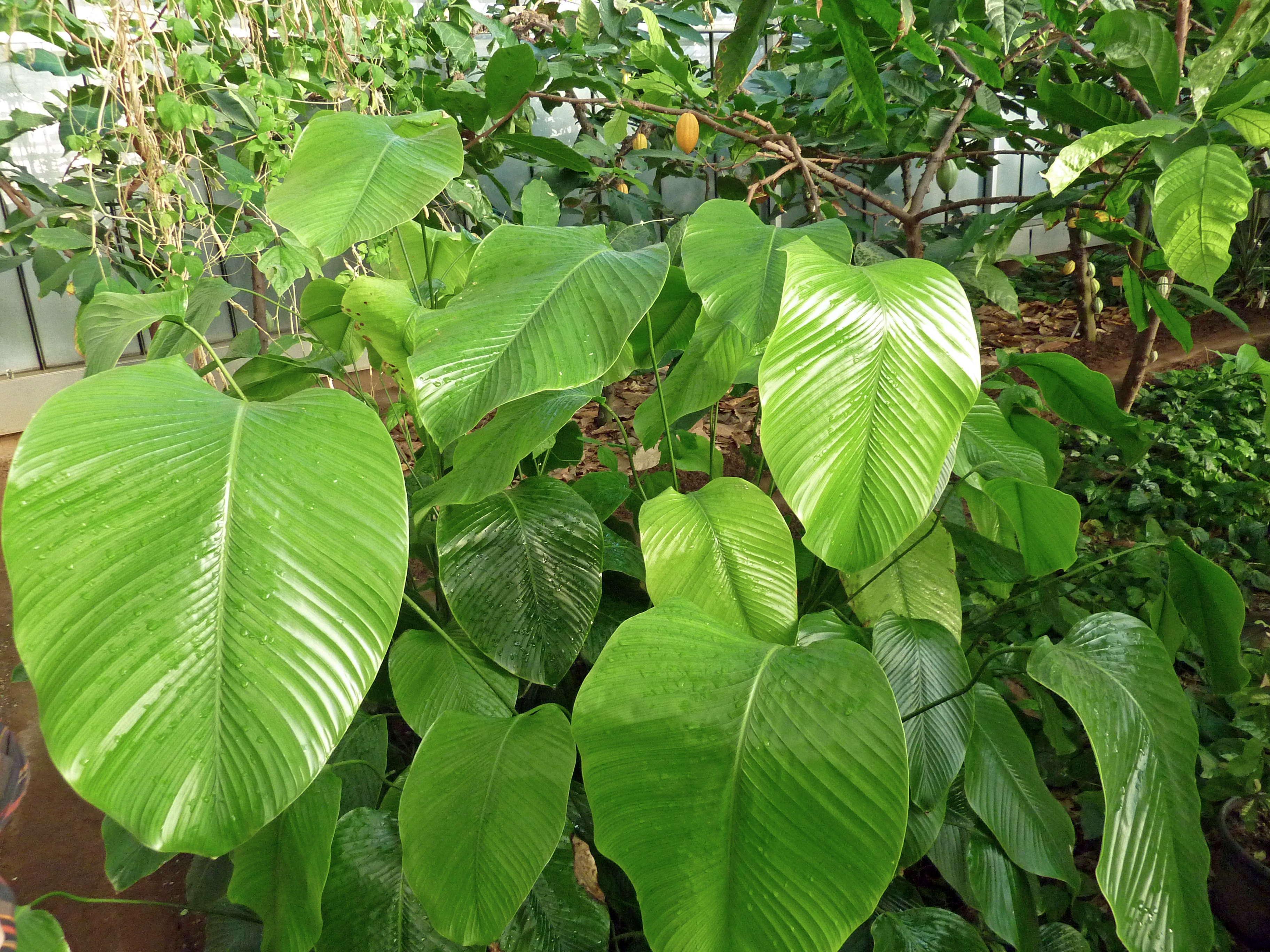